# Charles Bird King
Charles Bird King (Newport, 26 settembre 1785 – Washington, 18 marzo 1862) è stato un artista statunitense, conosciuto prevalentemente per i suoi ritratti.
È famoso in particolare per i ritratti dei delegati dei nativi americani che si recavano a Washington per conferire coi governanti statunitensi (come Pes-Ke-Le-Cha-Co). Realizzò questa serie di pitture su commissione del Bureau of Indian Affairs.

## Giovinezza e studi

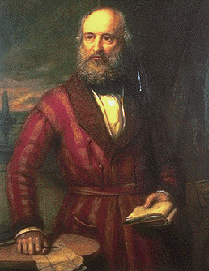
Autoritratto all'età di 70 anni

Charles Bird King, era figlio unico di Deborah Bird e di un veterano della Guerra d'indipendenza americana, il capitano Zebulon King, nato a Newport. La famiglia viaggiò nell'ovest, ma quando King aveva quattro anni, suo padre venne ucciso dagli Indiani presso Marietta. Rientrò, con la madre a Newport, dove si stabilirono nella casa della nonna materna.
À quindici anni, King si recò a New York per prendere lezioni dal ritrattista Edward Savage. A venti anni, partì per Londra, per studiare alla Royal Academy, dove divennw allievo del celebre pittore Benjamin West.

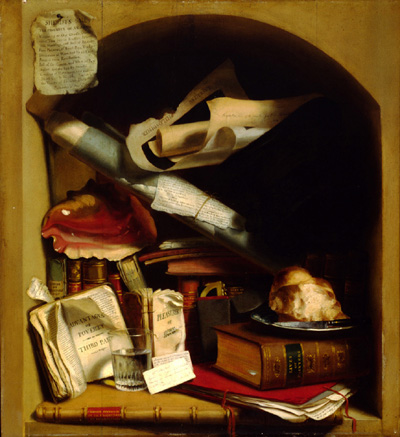
The Poor Artist's Cupboard, ca. 1815

## Carriera
King deve rientrare negli Stati Uniti, dopo sette anni passati a Londra, a causa della Guerra del 1812. Lavora a Filadelfia, Baltimora e Richmond, prima di stabilirsi a Washington. Questa nuova città, in pieno sviluppo economico, offriva allora un'attrattiva economica certa. Nella nuova capitale della nazione, l'artista si crea una solida reputazione come ritrattista del mondo politico e guadagna sufficientemente bene da poter creare un proprio studio ed una sua galleria.
Il successo economico di King nel mondo delle arti, in particolare nel campo del ritratto, deriva, in gran parte, dalla sua capacità di socializzare con le ricche celebrità e con i politici di allora. Tra i suoi clienti troviamo: John Quincy Adams, John Calhoun, Henry Clay, James Monroe e Daniel Webster. La sua popolarità e ed il sempre crescente volume dei suoi ordini, che si basano sulla sua presenza nella capitale, gli lasciando poco tempo libero e gli rendono difficoltoso lasciare Washington. Nonostante la sua ricchezza e la sua posizione sociale, non si è mai sposato ed è vissuto a Washington fino alla sua morte, avvenuta il 18 marzo 1862.

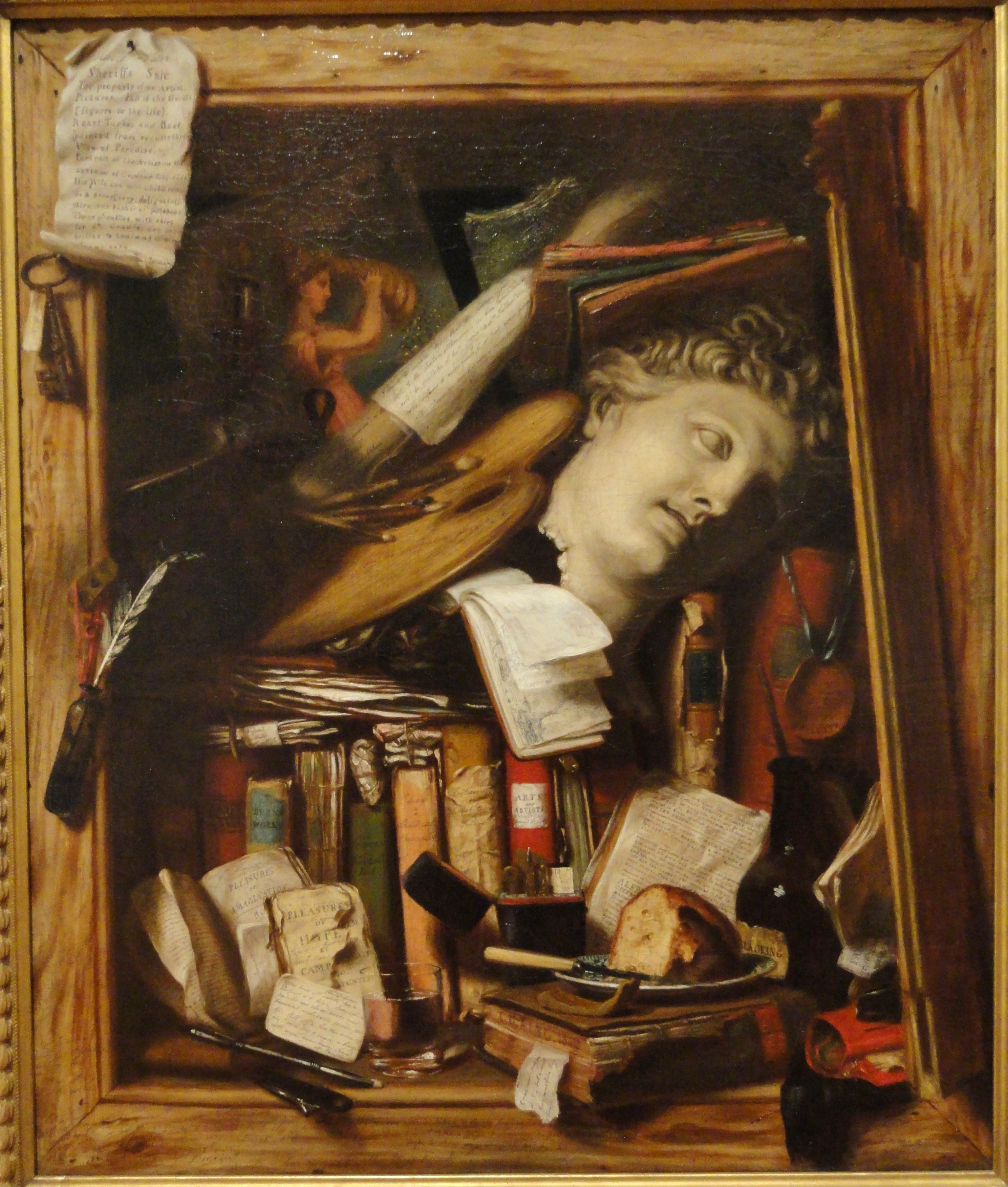
The Vanity of the Artist's Dream, 1830

## Galleria d'immagini

### Ritratti

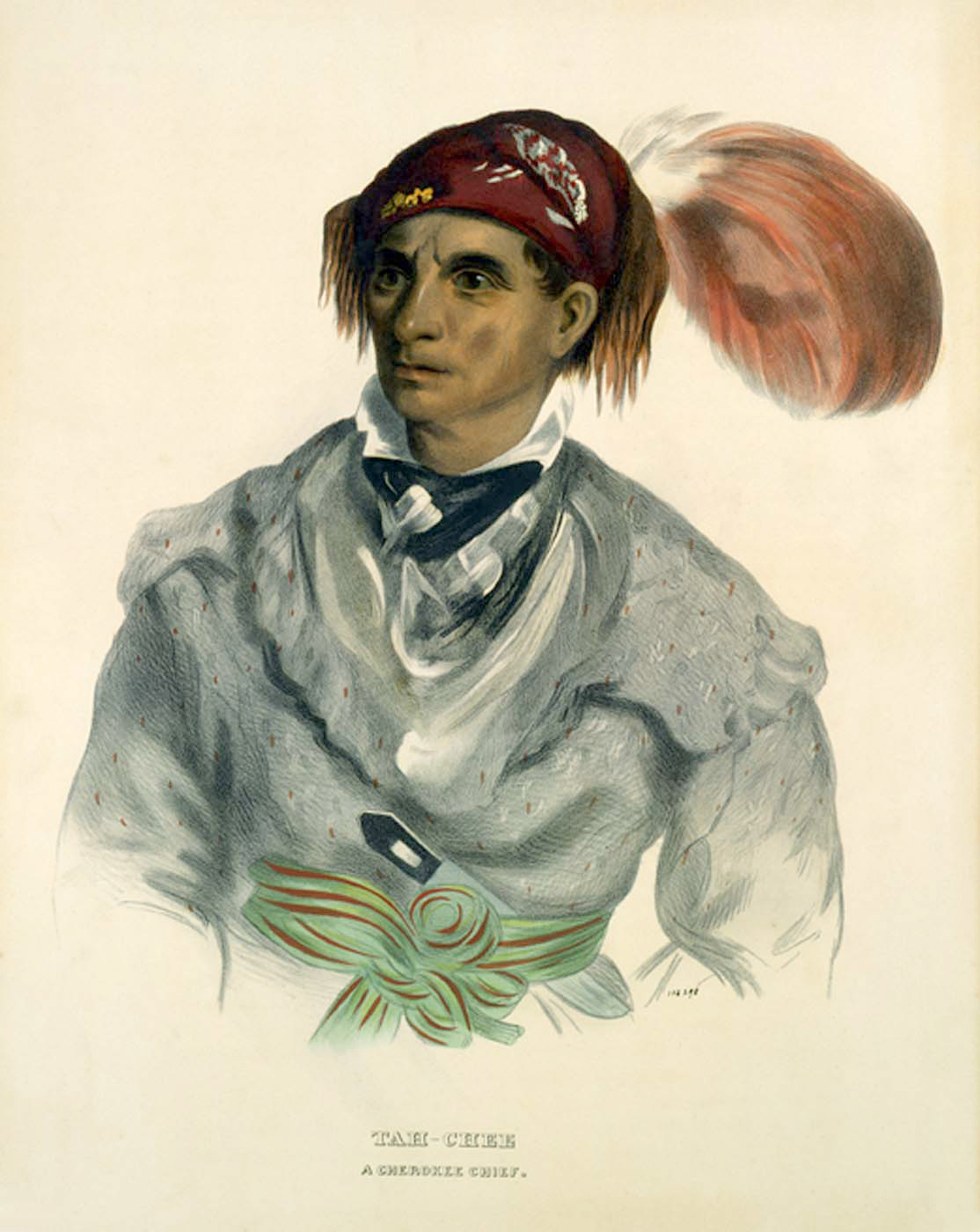
Tah-Chee, un capo Cherokee
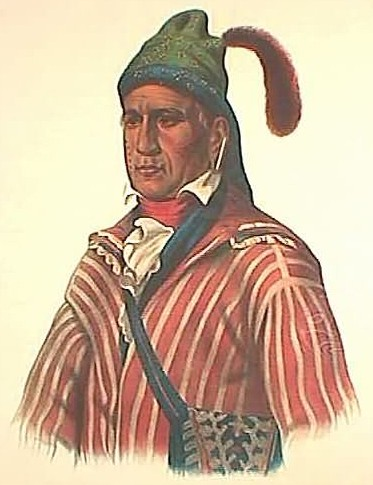
Menawa, un capo Creek
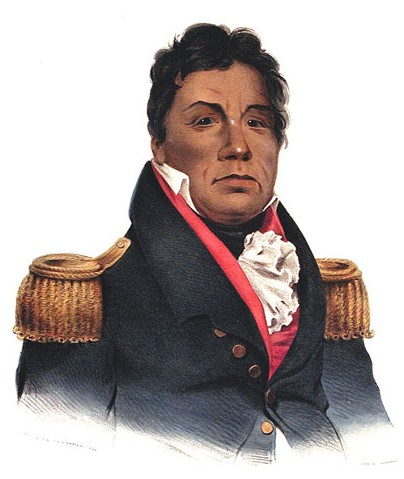
Pushmataha, un capo Choctaw
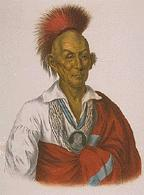
Falco Nero, capo indiano
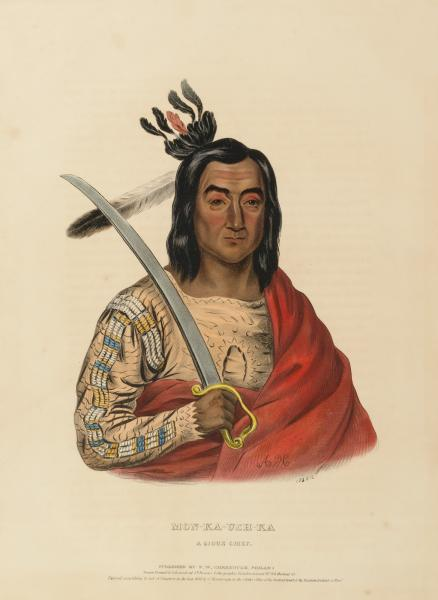
Monkaushka, capo Dakota
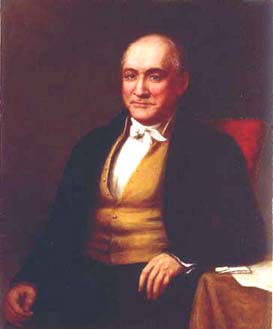
Ritratto di Joseph Kent governatore, poi senatore del Maryland, di Charles Bird King.
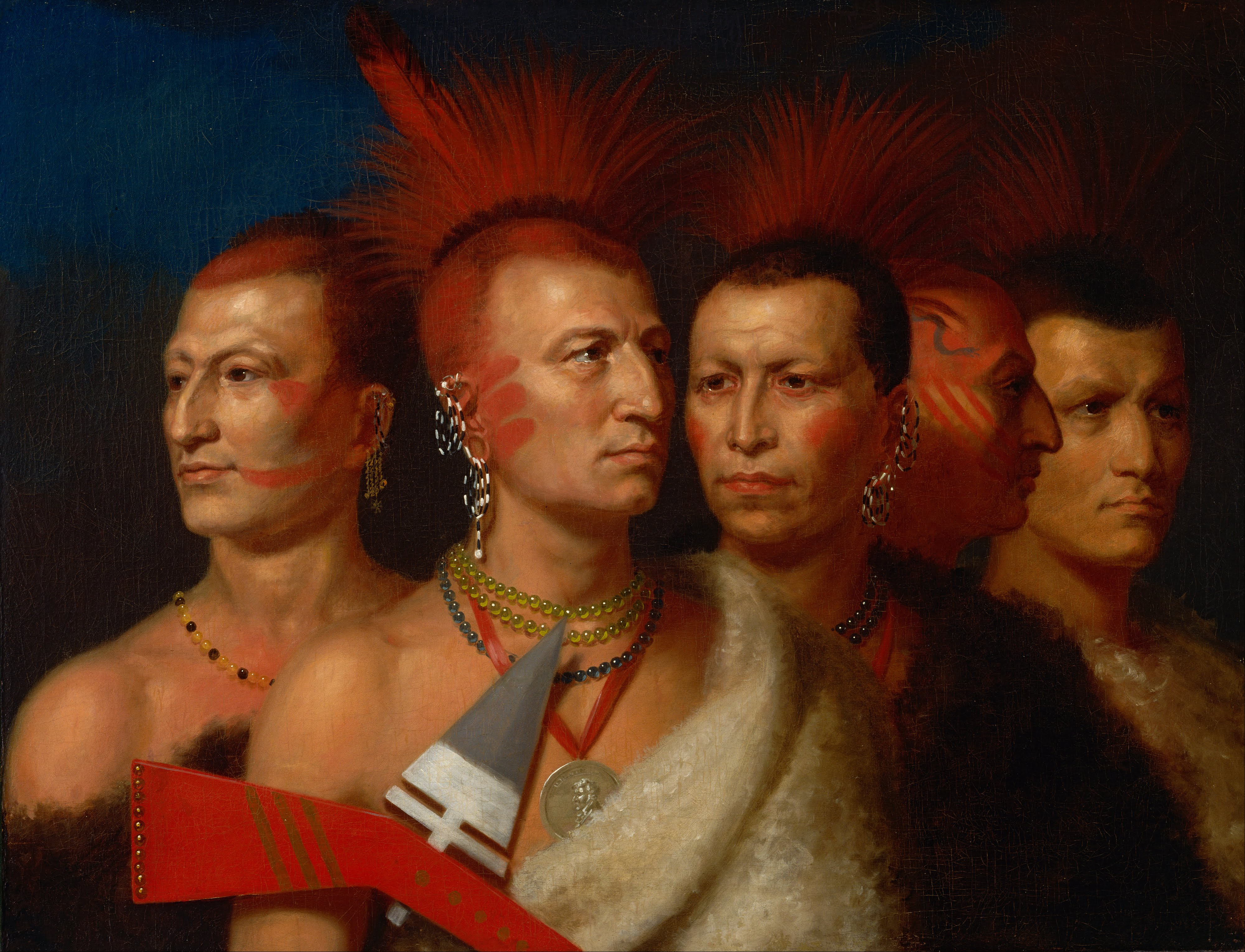
Young Omahaw, War Eagle, Little Missouri, and Pawnees, 1821
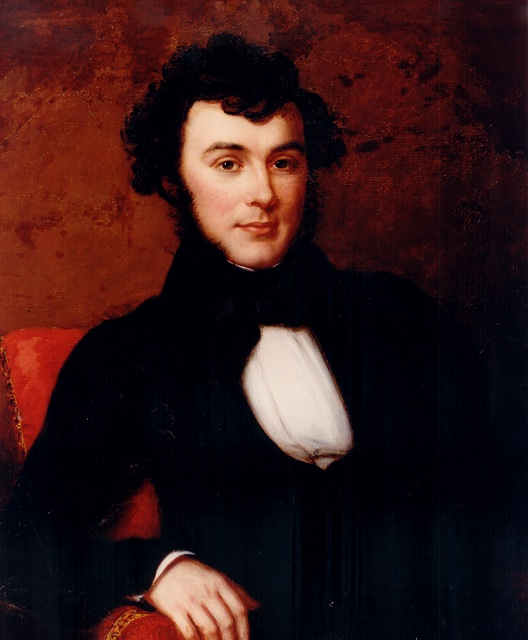
George Washington Adams, figlio del presidente John Quincy Adams
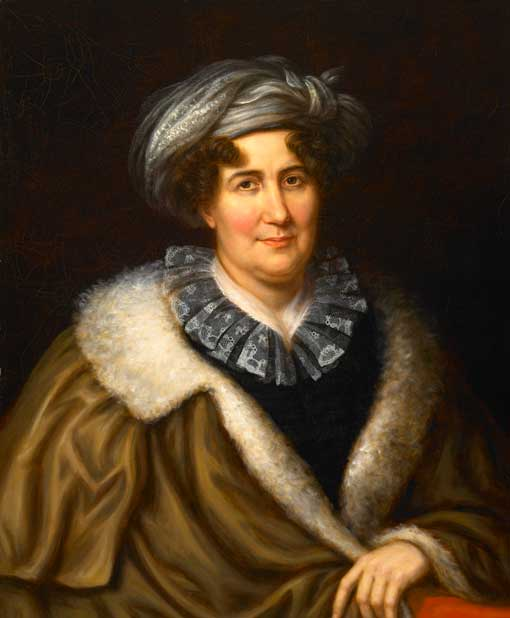
Ritratto di Margaret Bayard Smith
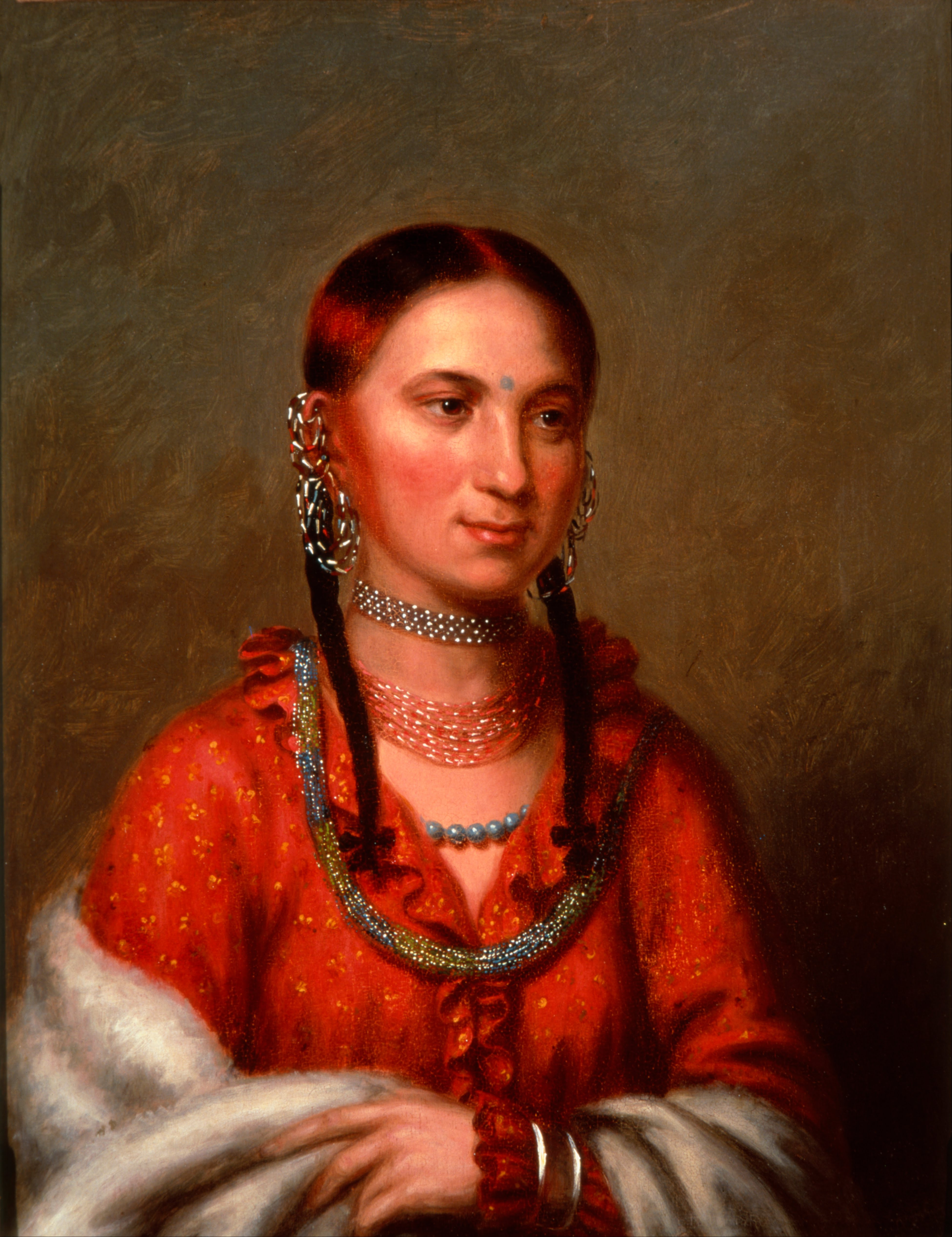
Hayne Hudjihinic del popolo Oto . 1822
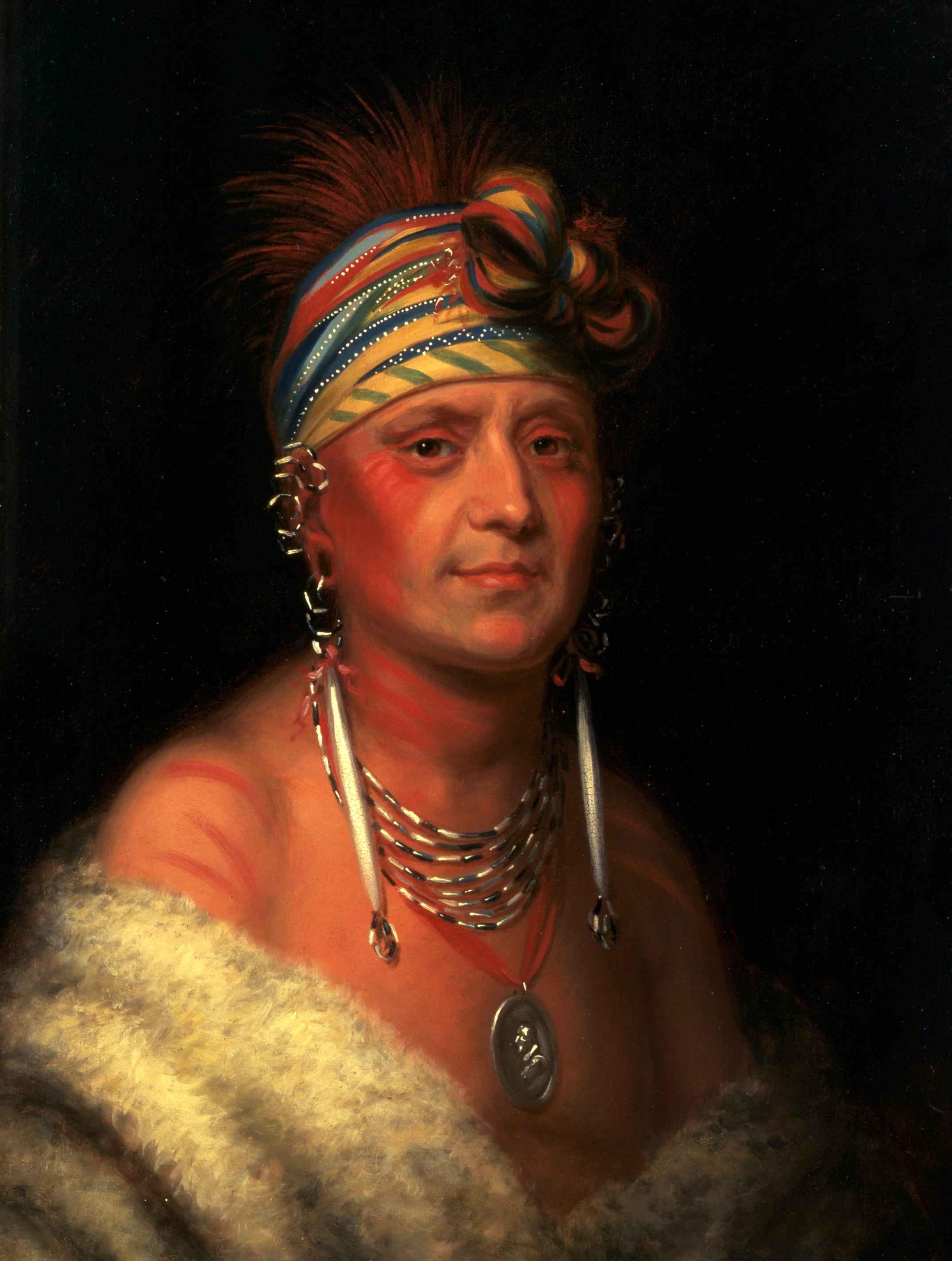
Monchousia, capo del popolo Kaw c. 1822
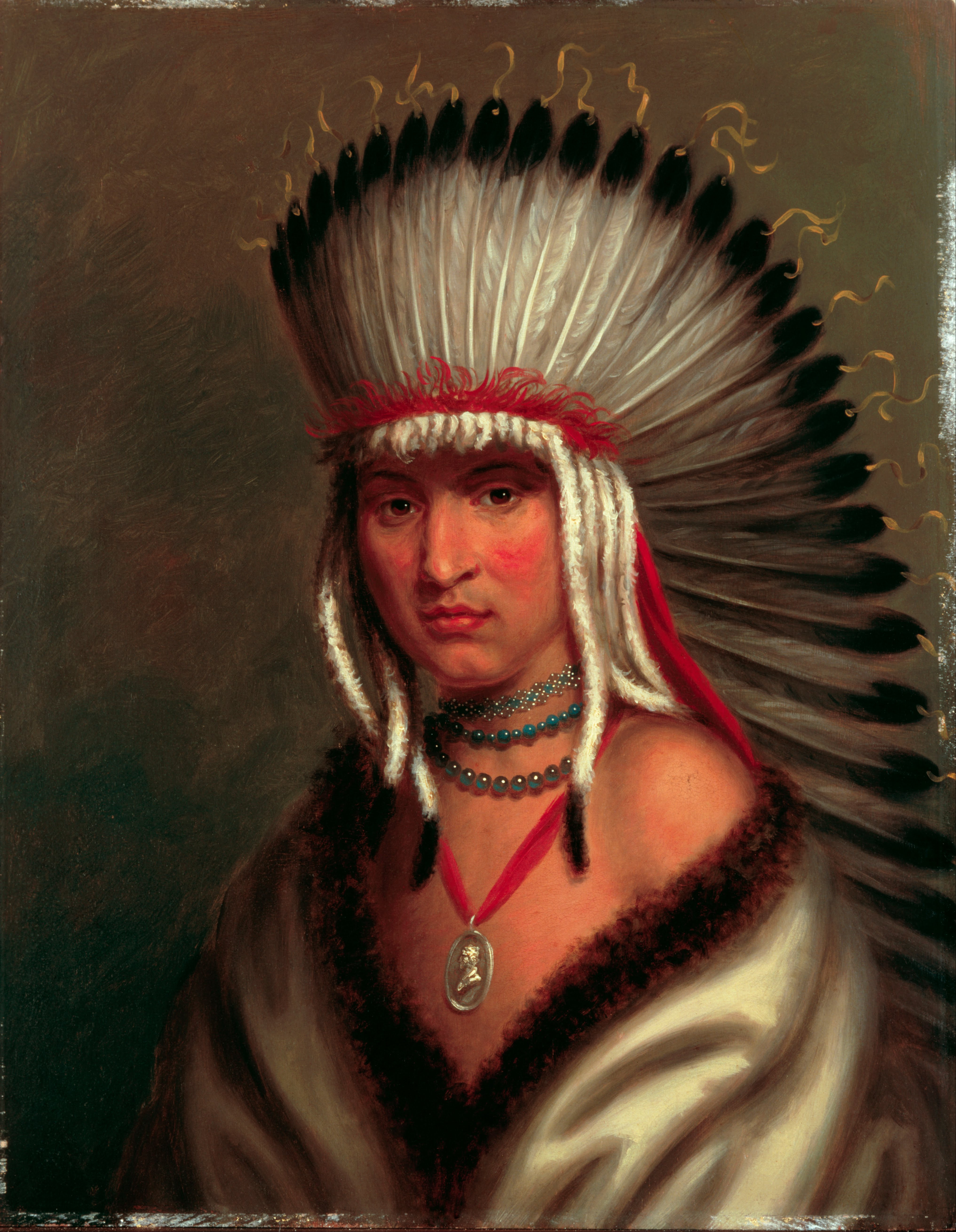
Petalesharo, capo dei Pawnee c.1822
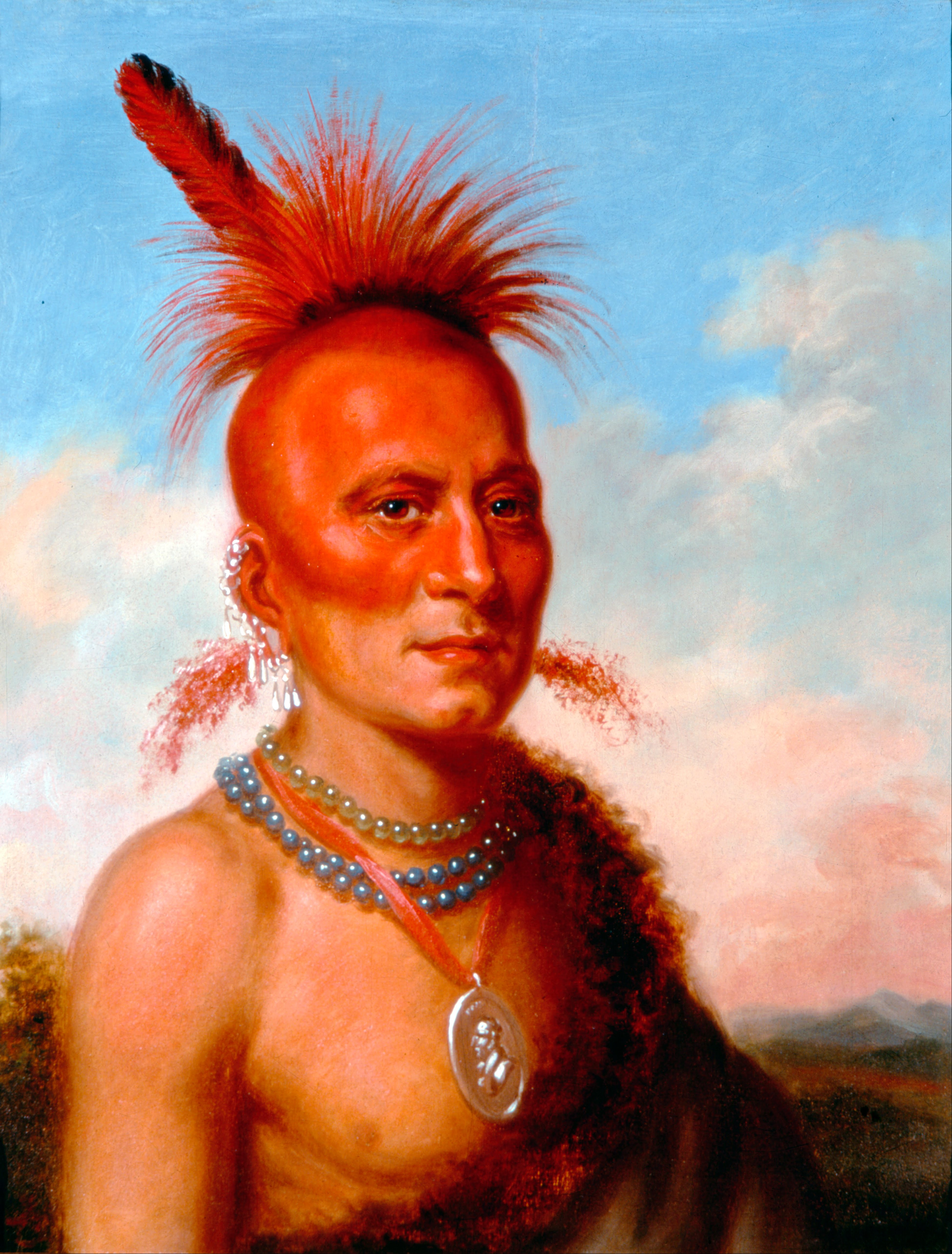
Sharitarish, capo dei Pawnee c.1822
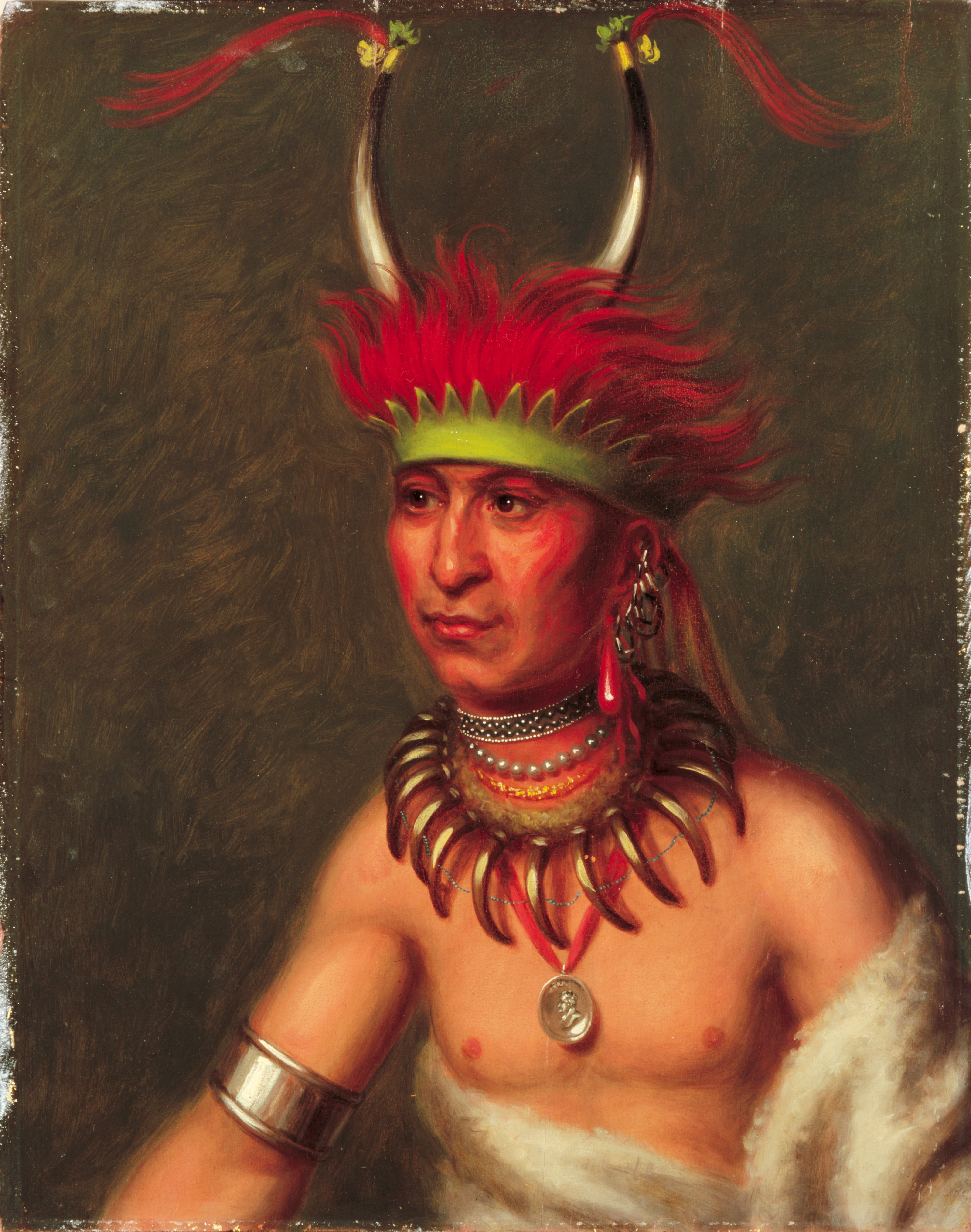
Monchousia capo dei Kaw
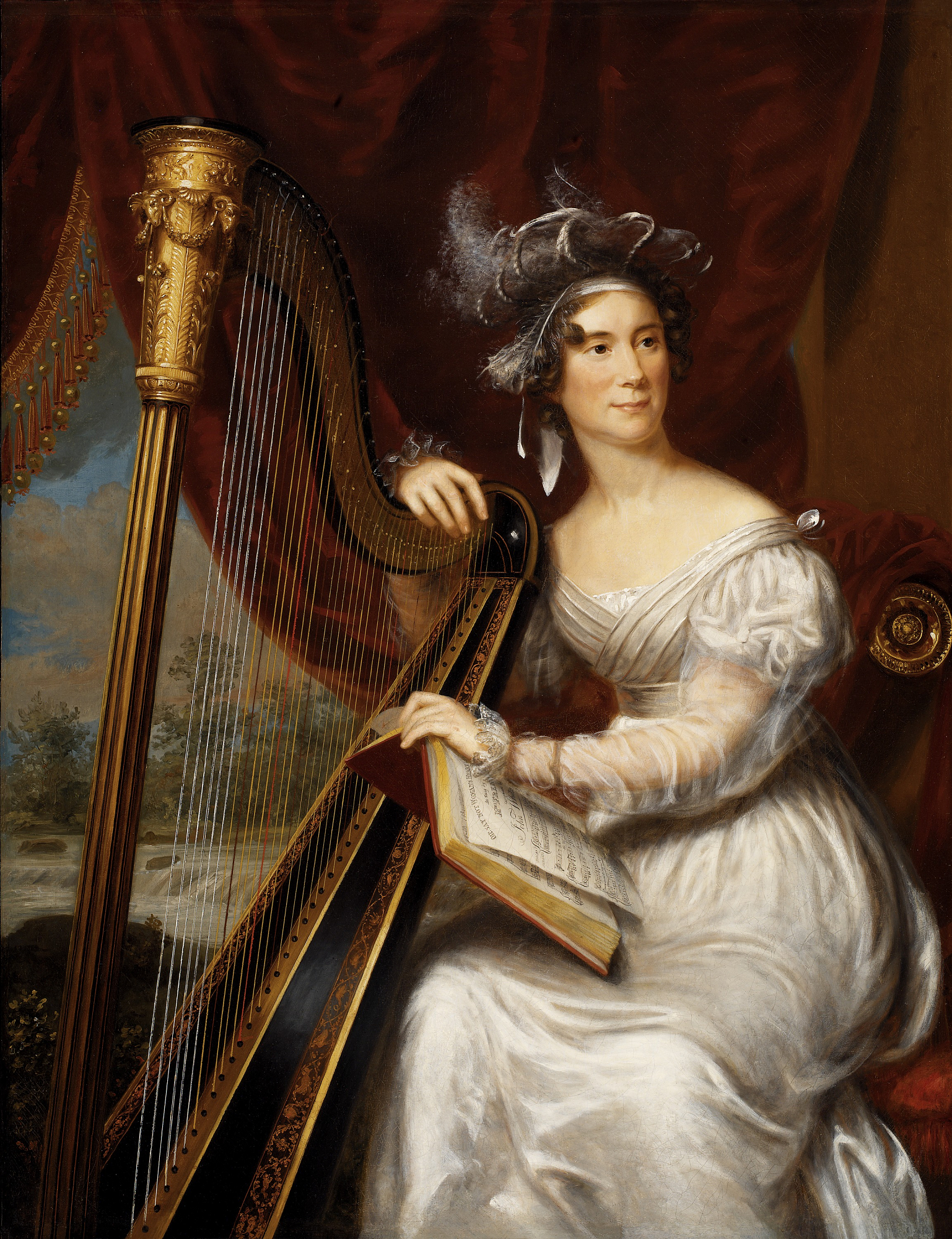
Louisa Adams, moglie di John Quincy Adams, ca. 1821-1825
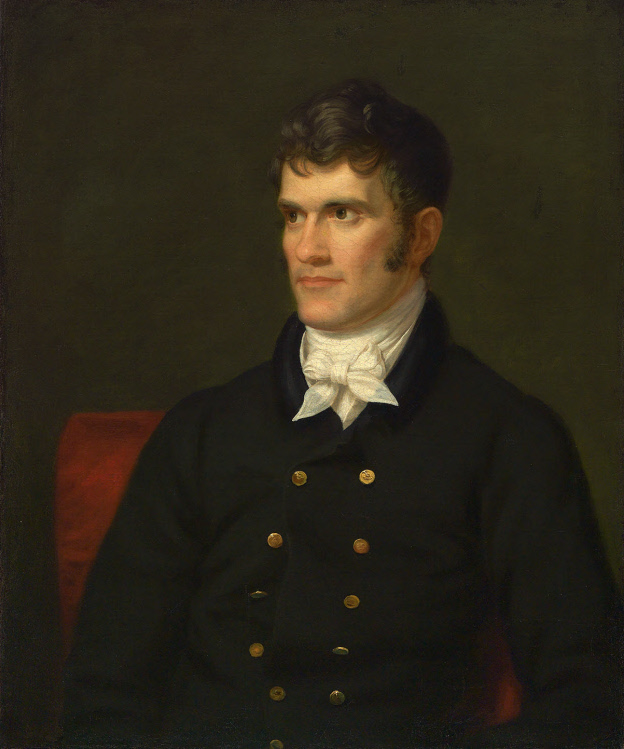
John C. Calhoun, 1822
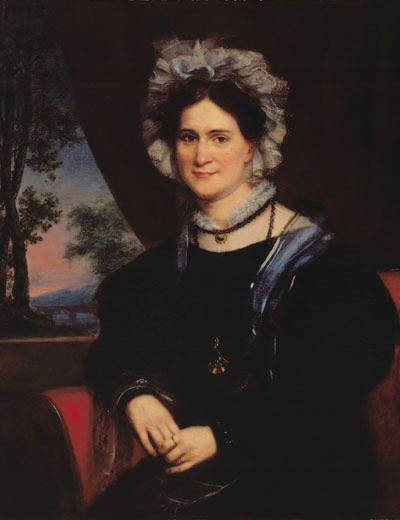
Elizabeth Meade Creighton, c. 1820
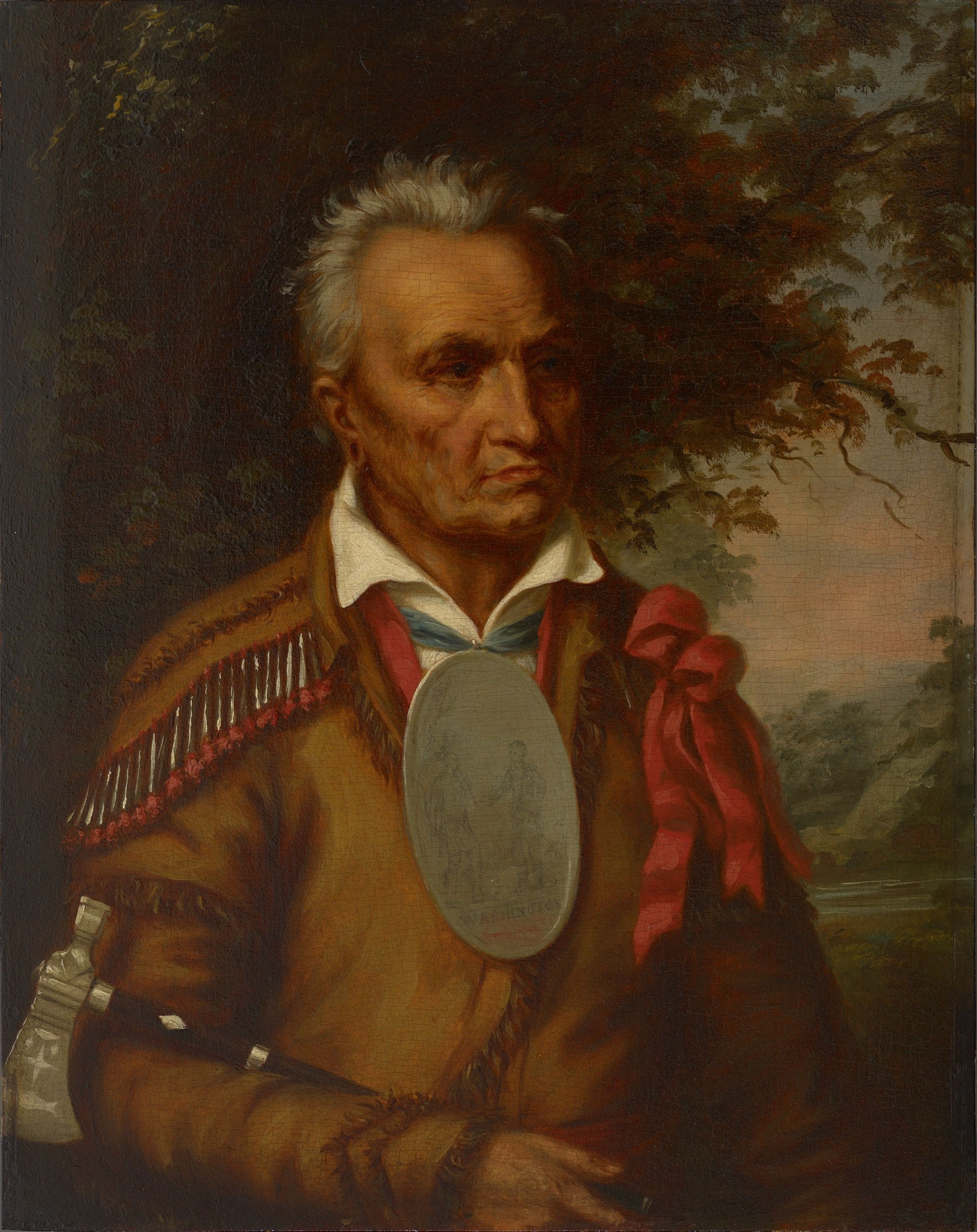
Giacca rossa, capo della Nazione Seneca
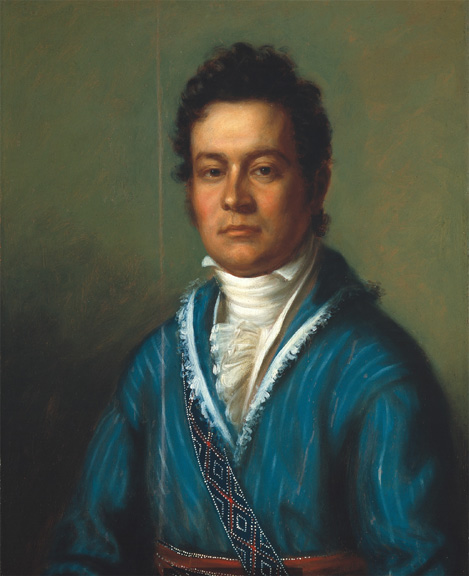
David Vann, capo dei Cherokee, 1825

### Litografie di Nativi Americani
Litografie tratte da: Thomas L. McKenney & James Hall. History of the Indian Tribes of North America. Philadelphia: F.W. Greenough, 1838–1844

Litografie di Nativi Americani di Charles Bird King
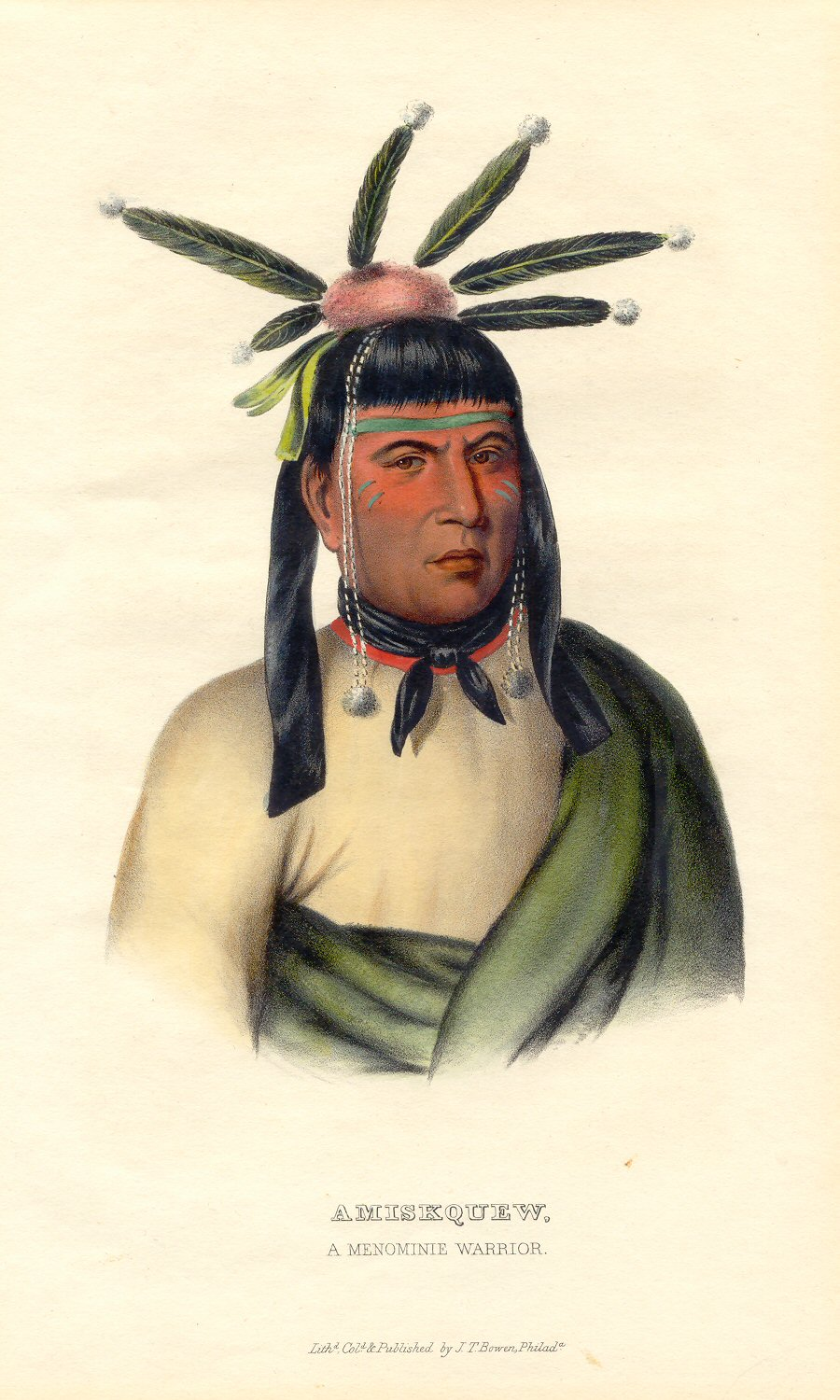
Amiskquew, guerriero Menominee
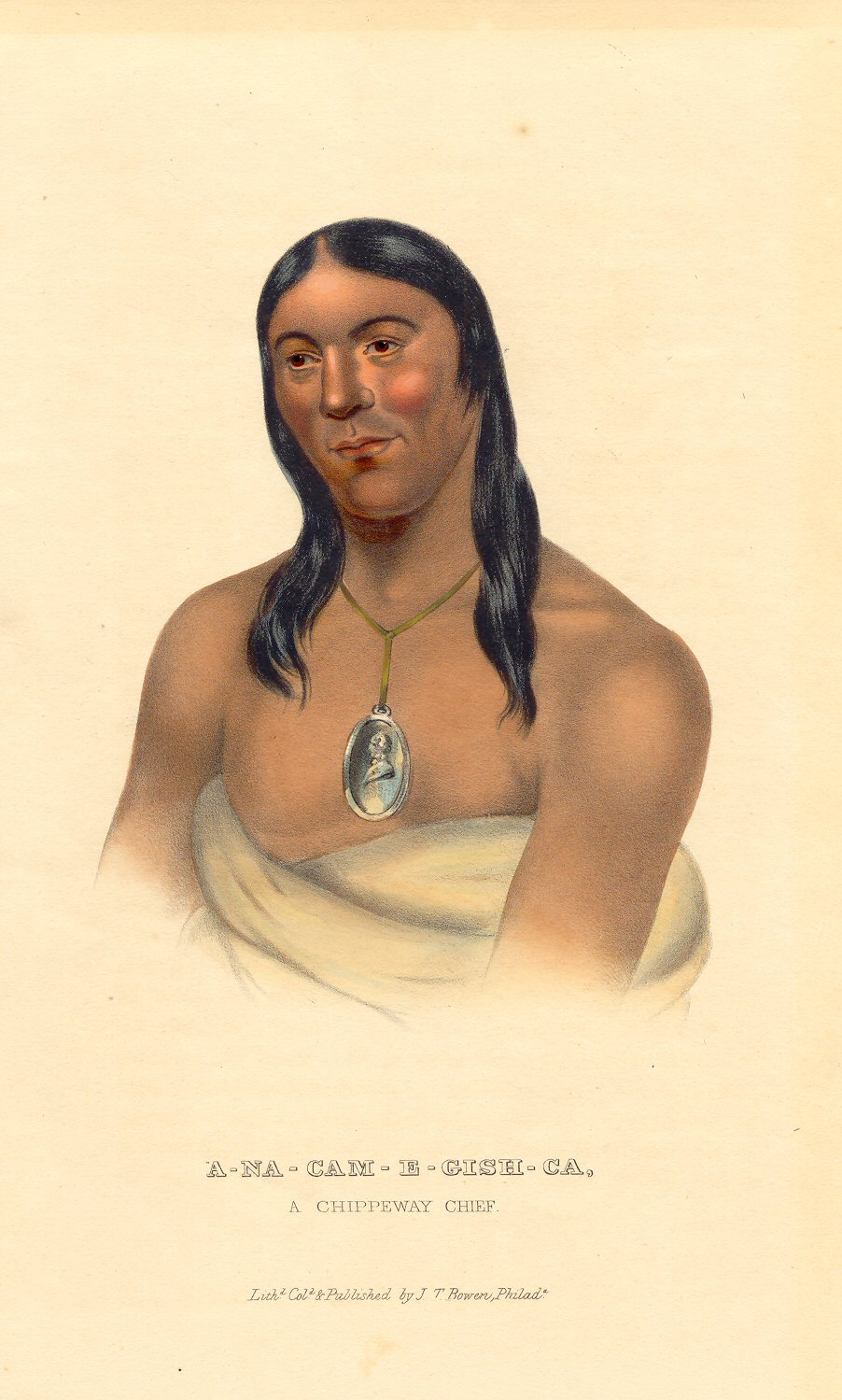
A-na-cam-e-gish-ca, capo Ojibwa
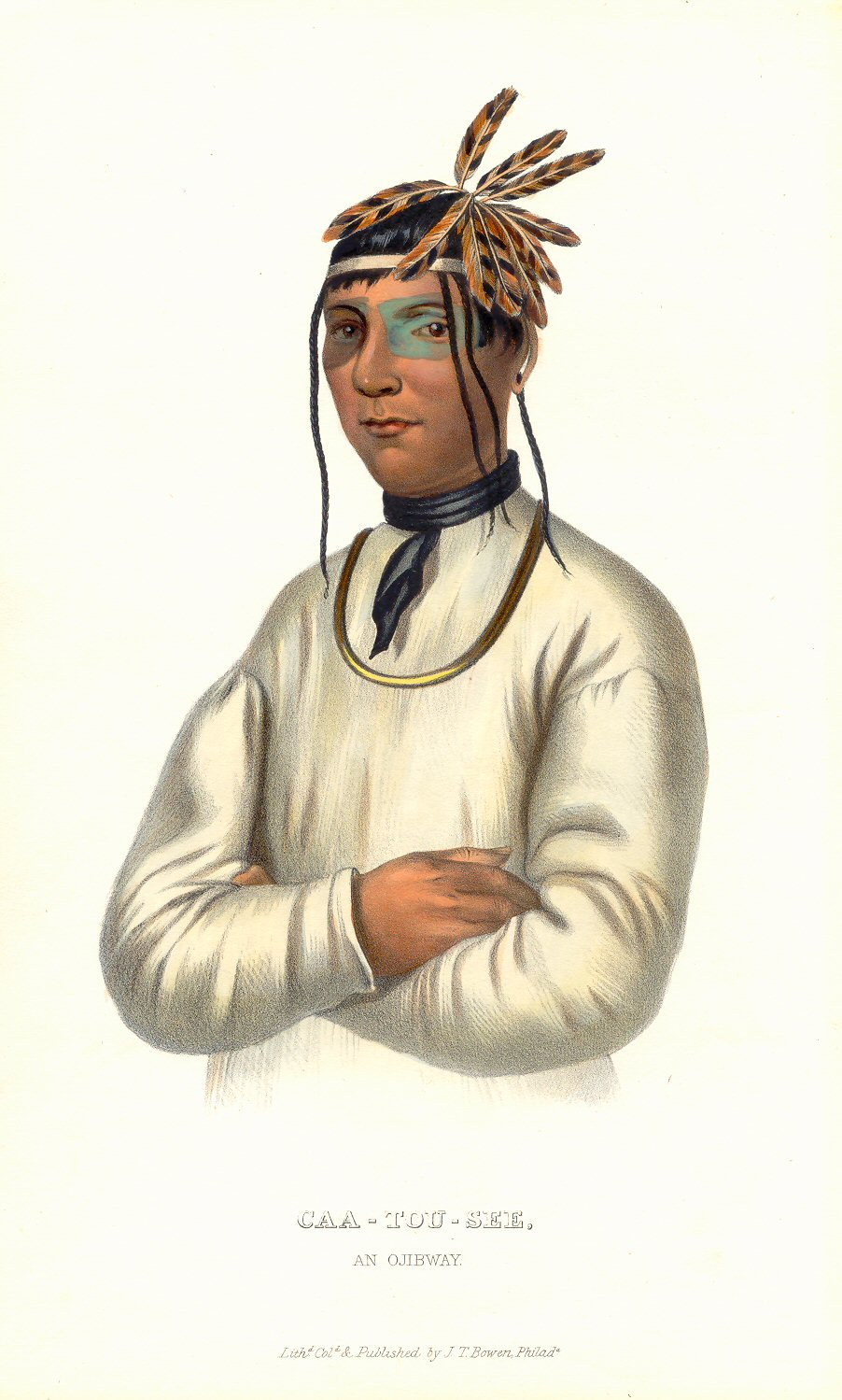
Caa-tou-see, un Ojibwa
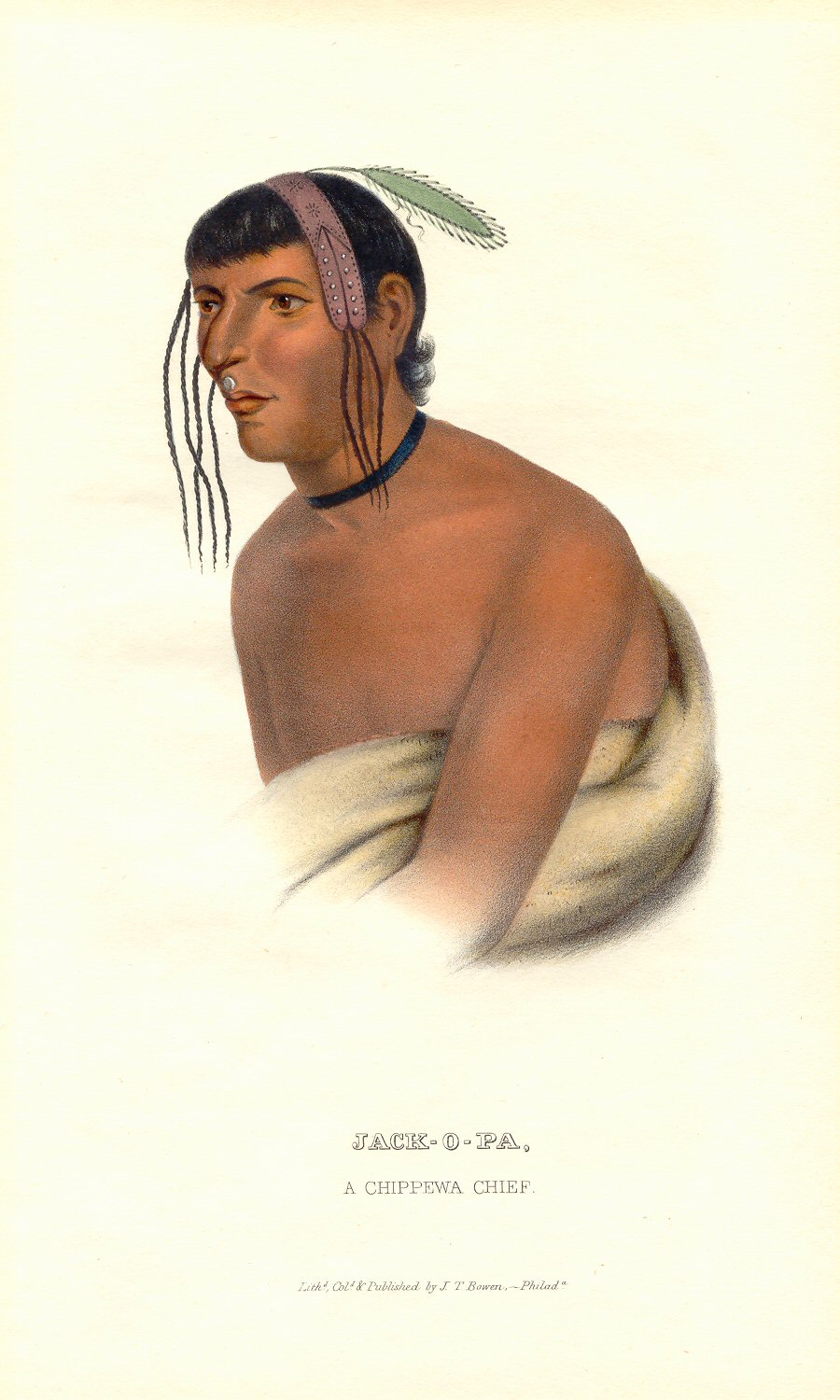
Jack-O-Pa, un capo Ojibwa
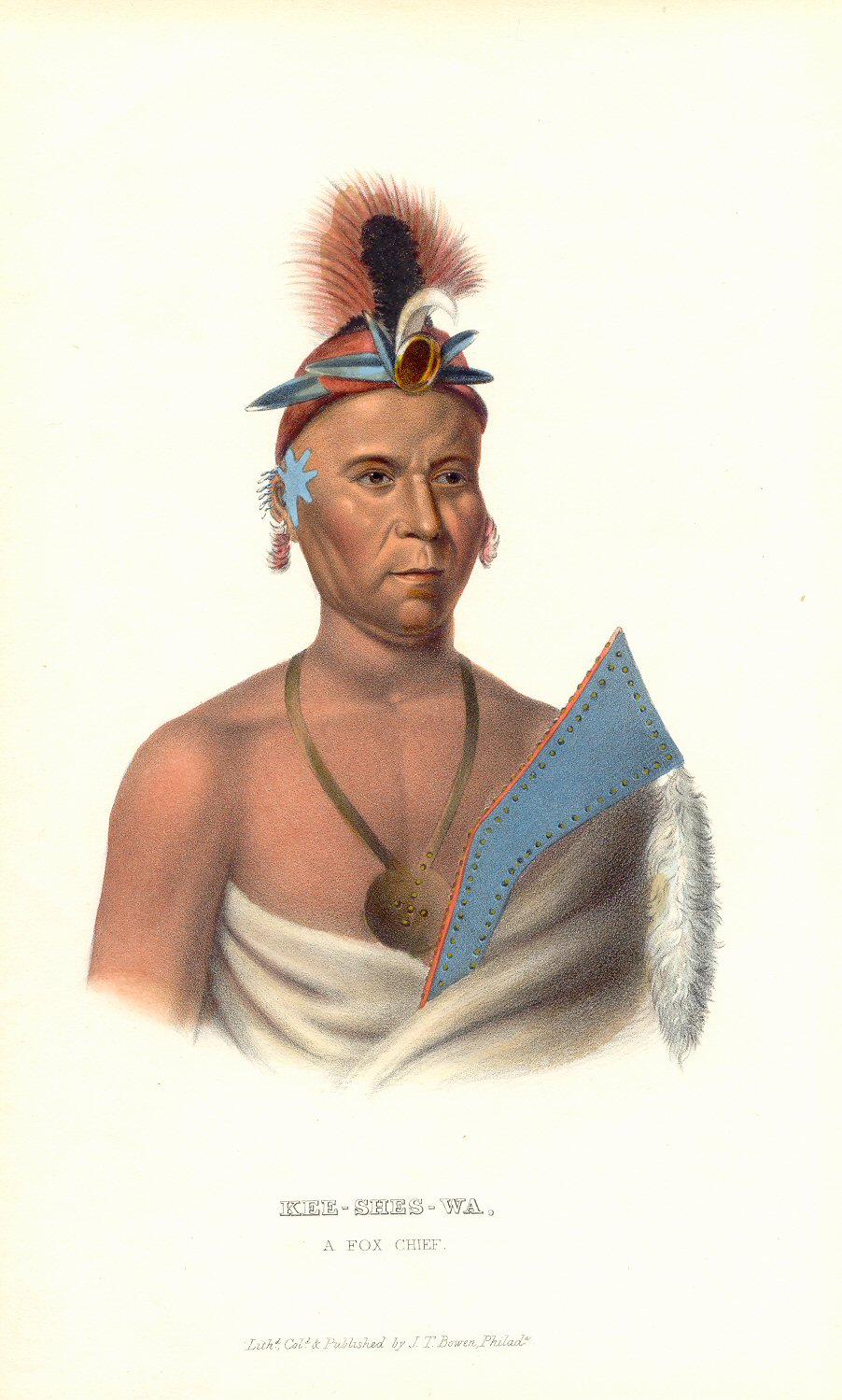
Kee-shes-wa, un capo Meskwaki
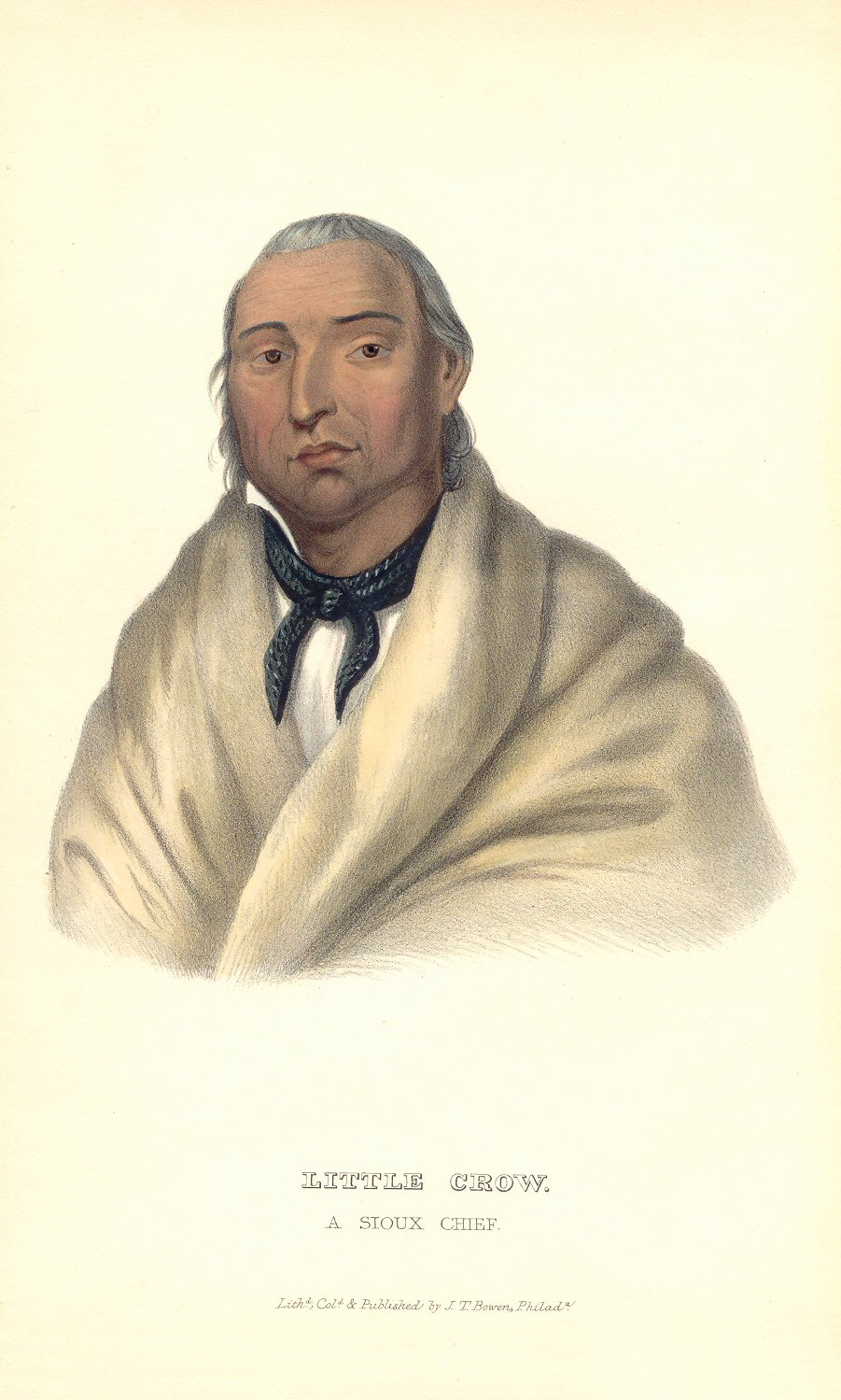
Little Crow, un capo Sioux
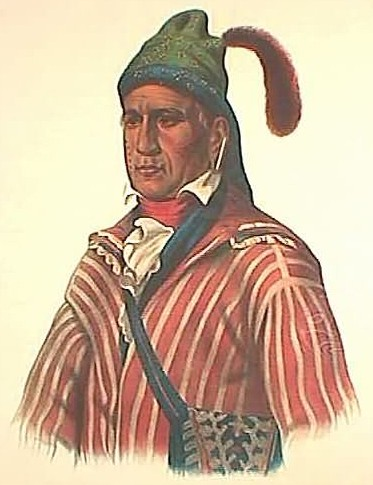
Menawa, un capo Creek
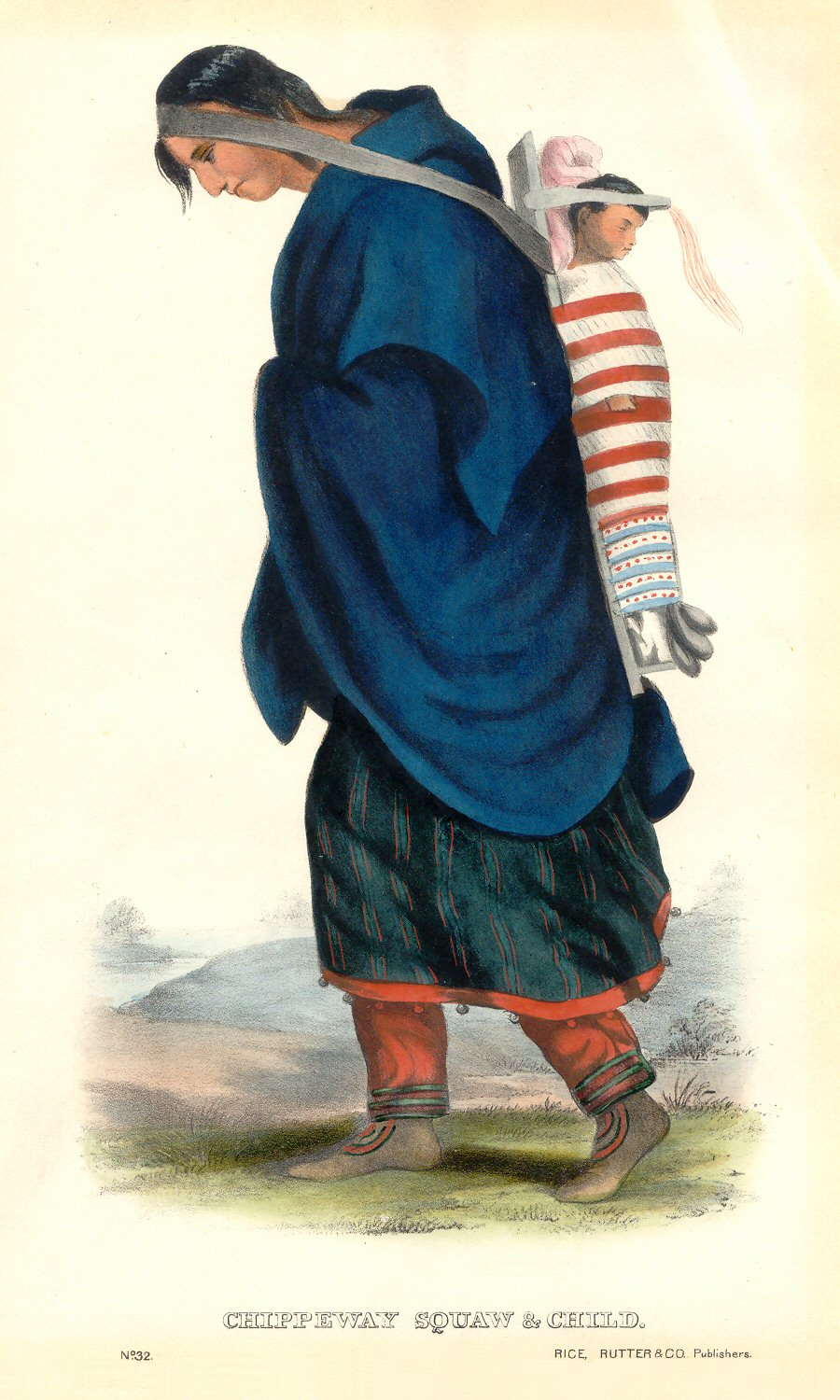
Donna Ojibwa con bambino
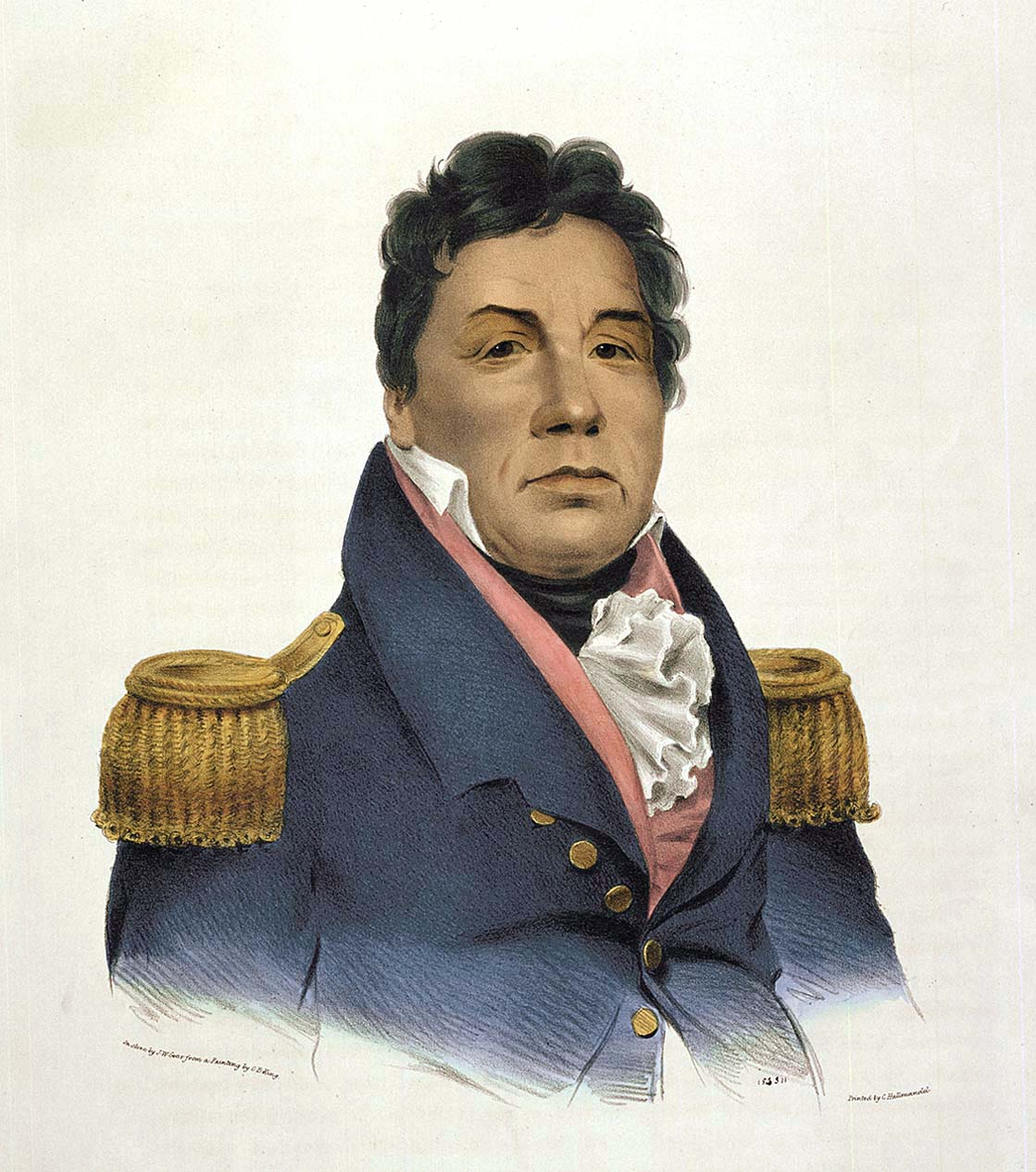
Il capo dei Choctaw, Pushmataha, 1824
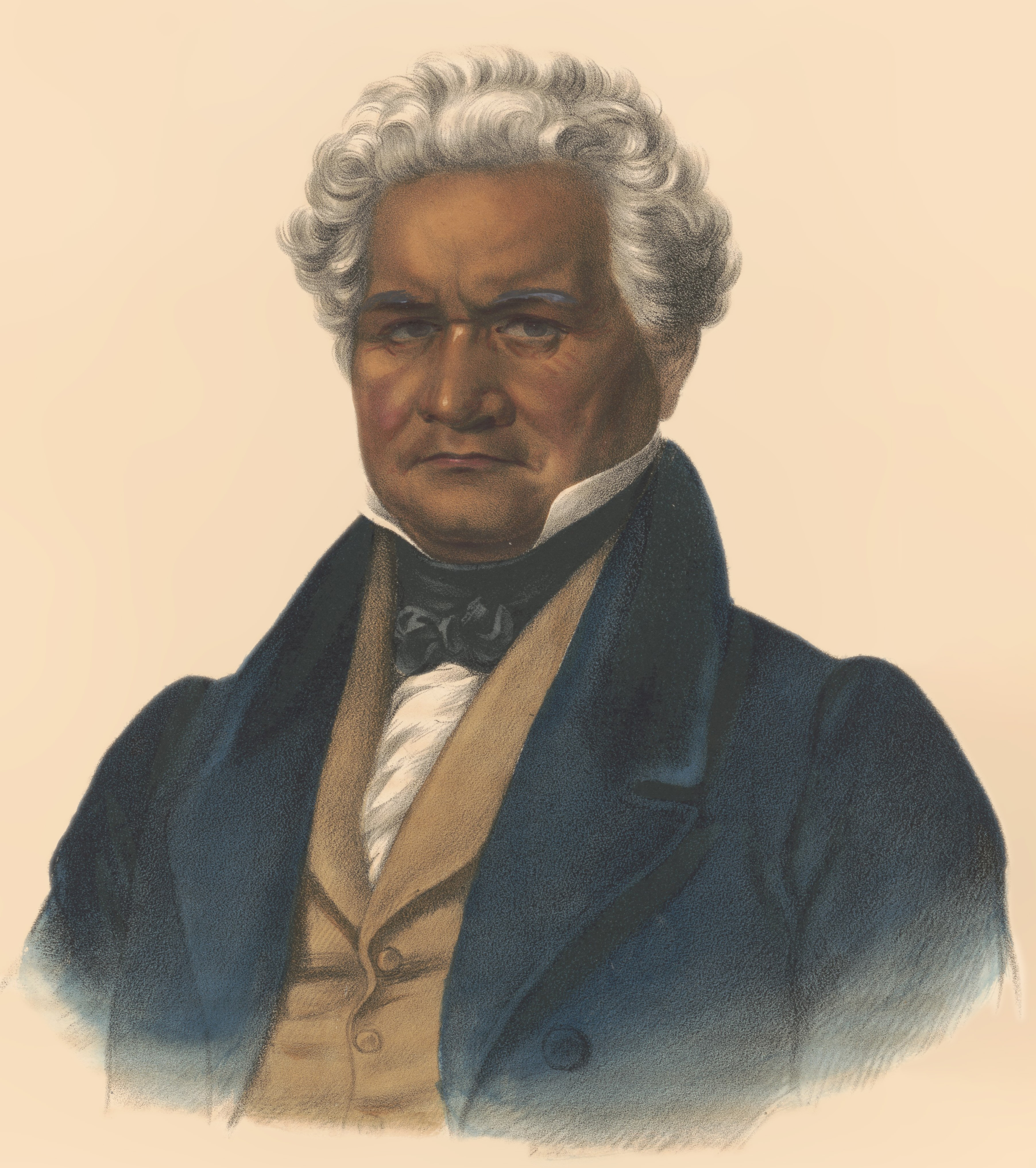
Major Ridge, capo Cheerokee, 1834
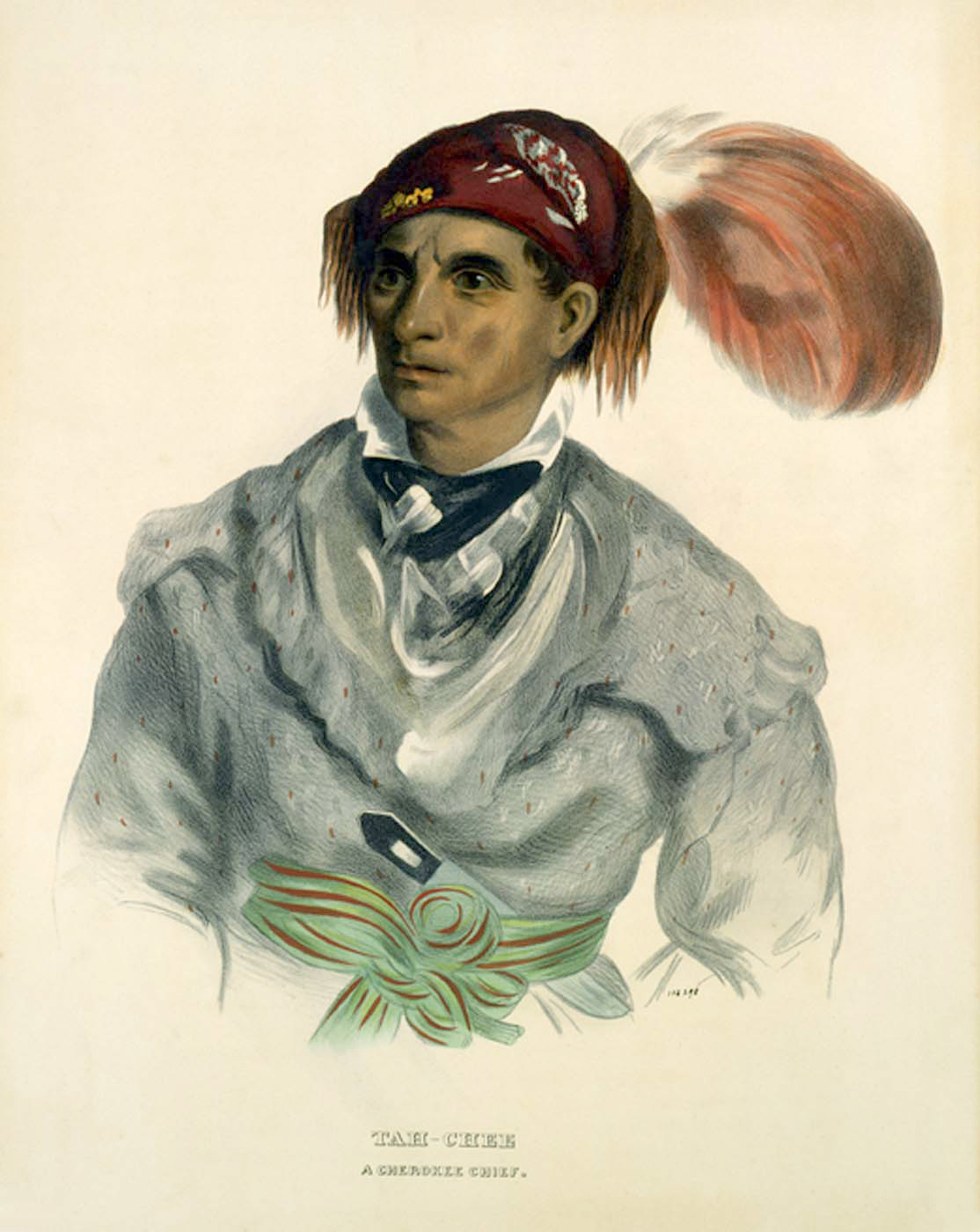
Tah-Chee (Anatra), un capo Cherokee
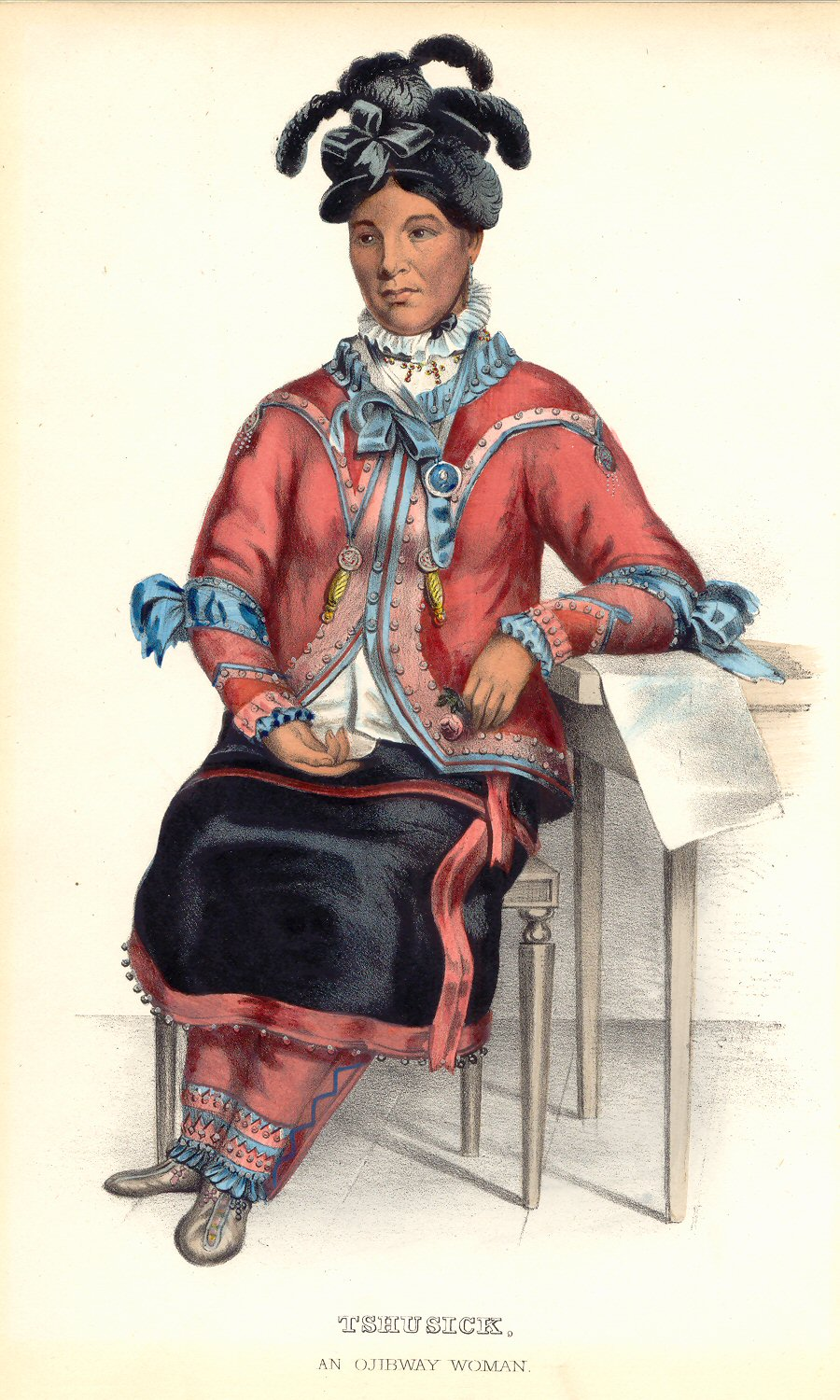
Tshusick, donna Ojibwa
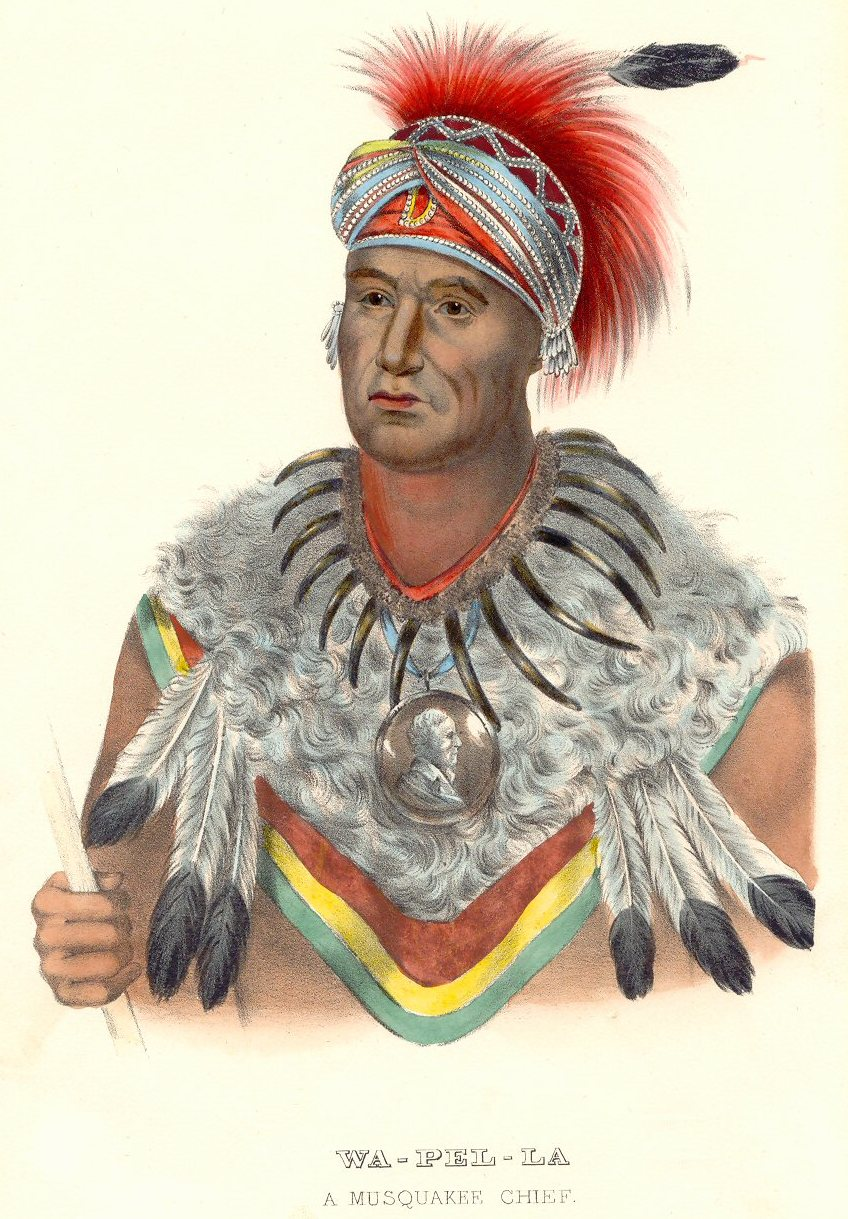
Wapello; capo dei Meskwaki